# Брадач Михайло
Брадач Михайло (1748—1815) — титулярний єпископ Дариленський, управляв як генеральний вікарій мукачівською єпархією (1809—1815). Після його управління із західної її частини створена Пряшівська єпархія (1818).